# دي أندري يدلن
دي أندري يدلن (بالإنجليزية: DeAndre Yedlin)‏ (مواليد 9 يوليو 1993) هو لاعب كرة قدم. يلعب مع منتخب الولايات المتحدة الأمريكية لكرة القدم. سبق له أن لعب في كأس العالم لكرة القدم مع منتخب بلاده.

## روابط خارجية
- دي أندري يدلن على موقع الاتحاد الدولي (مؤرشف)  (الإنجليزية)
- دي أندري يدلن على موقع الاتحاد الأوربي (الإنجليزية)
- دي أندري يدلن على موقع اتحاد تركيا (لاعب) (الإنجليزية)
- دي أندري يدلن على موقع الدوري الأمريكي (الإنجليزية)
- دي أندري يدلن على موقع قاعدة بيانات كرة القدم.إي يو (الإنجليزية)
- دي أندري يدلن على موقع ليكيب (الفرنسية)
- دي أندري يدلن على موقع ناشيونال فوتبول تيمز (الإنجليزية)
- دي أندري يدلن على موقع Soccerbase.com (لاعب) (الإنجليزية)
- دي أندري يدلن على موقع Soccerway.com (الإنجليزية)
- دي أندري يدلن على موقع عالم كرة القدم.نت (الإنجليزية)